# Patrick Billingsley
Patrick Paul „Pat“ Billingsley (Sioux Falls (Dakota do Sul), 3 de maio de 1925 — Chicago, 22 de abril de 2011) foi um ator e matemático estadunidense.

## Obras
- Ergodic theory and information, Wiley 1965, Krieger 1978
- Probability and Measure, Wiley 1979, 3. Auflage 1995, ISBN 0471007102 (auch ins Polnische übersetzt)
- Convergence of probability measures, Wiley 1968, 1999
- com Collin J. Watson u.a.: Statistics for Management and Economics, Boston, Allyn and Bacon 1990
- com David L. Huntsberger: Elements of Statistical Inference, Boston, Allyn and Bacon, 1973, 1981, 1987
- Statistical inference for Markov Processes, University of Chicago Press 1961
- Weak convergence of measures – applications in probability, 1971, SIAM
- Billingsley „Prime Numbers and Brownian Motion“, American Mathematical Monthly 1973